# Kazimierz Narbutt Dowgiałło
Kazimierz Narbutt Dowgiałło herbu Zadora – strażnik wileński w latach 1725–1746, podstarości wileński, dyrektor wileńskiego sejmiku przedsejmowego w 1735 roku.
Podpisał elekcję 1733 roku z województwem wileńskim. 